# تجمع داهومي الديمقراطي
تجمع داهومي الديمقراطي (بالفرنسية: Rassemblement Démocratique Dahoméen)‏ كان حزبًا سياسيًا في داهومي الفرنسية بقيادة هوبير ماغا.

## التاريخ
تأسس الحزب في أغسطس 1957 عن طريق اندماج حركة داهومي الديمقراطية بقيادة ماغا وحزب مستقلين من الشمال بقيادة بول داربو.  ومع ذلك، ترك درابو الحزب بعد فترة وجيزة من إنشائه وأعاد تشكيل حزبه باسم اتحاد مستقلي داهومي. 
مثل معظم الأحزاب الأخرى في داهومي، كان حزبًا إقليميًا وكان مدعومًا بشدة من القسم الشمالي من المستعمرة الفرنسية. دون الكثير من الدعم في مكان آخر.  (خاصة بين الباريبا)   ومع ذلك، فقد عانى من التنافسات الداخلية بين الفصائل المتمركزة في باراكو ونيكي والصراع بين باريبا ودندي. 
في عام 1958 اندمج الحزب مع حزب داهومي الجمهوري الذي يهيمن عليه اليوروبا بقيادة سورو ميغان أبيثي لتشكيل حزب داهومي التقدمي، والذي كان من المقرر أن يكون فرع داهومي من حزب التجمع الأفريقي.  ومع ذلك، أدت الخلافات الداخلية إلى انقسام الأطراف مرة أخرى إلى أشكالها الأصلية في عام 1959.  فاز حزب التجمع من أجل الديمقراطية بـ 22 مقعدًا في انتخابات عام 1959، وفي عام 1960 وافق على الاندماج مع الحزب الجمهوري مرة أخرى، وهذه المرة تحت اسم حزب الوحدة داهومي. 
أعيد تأسيس الحزب لفترة وجيزة باسم اتحاد داهومي الوطني بعد انقلاب كريستوف سوغلو في عام 1965. ومع ذلك، تم حظر جميع الأحزاب من قبل سوغلو في ديسمبر 1965. 